# كارل فان فيختن
كارل فان فيختن (بالإنجليزية: Carl Van Vechten)‏ وهو كاتب ومصور فوتوغرافي أمريكي ولد في يوم 17 يونيو 1880 في مدينة سيدار رابيدز في ولاية آيوا في الولايات المتحدة وهو راعي عصر نهضة هارلم في نيويورك لجرترود شتاين وتوفي في يوم 21 ديسمبر 1964 في مدينة نيويورك في الولايات المتحدة.

## روابط خارجية
- كارل فان فيختن على موقع IMDb (الإنجليزية)
- كارل فان فيختن على موقع الموسوعة البريطانية (الإنجليزية)
- كارل فان فيختن على موقع ميوزك برينز (الإنجليزية)
- كارل فان فيختن على موقع قاعدة بيانات برودواي على الإنترنت (الإنجليزية)
- كارل فان فيختن على موقع إن إن دي بي (الإنجليزية)
- كارل فان فيختن على موقع ديسكوغز (الإنجليزية)
- كارل فان فيختن على موقع قاعدة بيانات الفيلم (الإنجليزية)
- كارل فان فيختن على موقع كينوبويسك (الروسية)